# Giả thuyết tinh vân

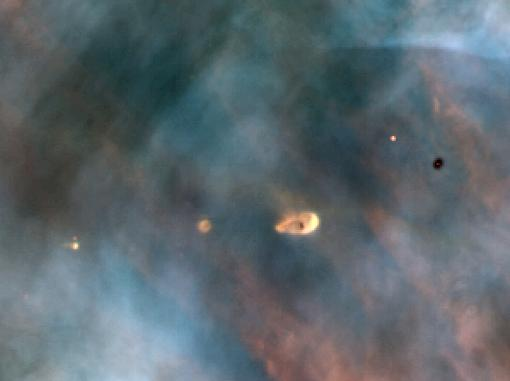
Một đĩa tiền hành tinh đang được hình thành ở tinh vân Orion.

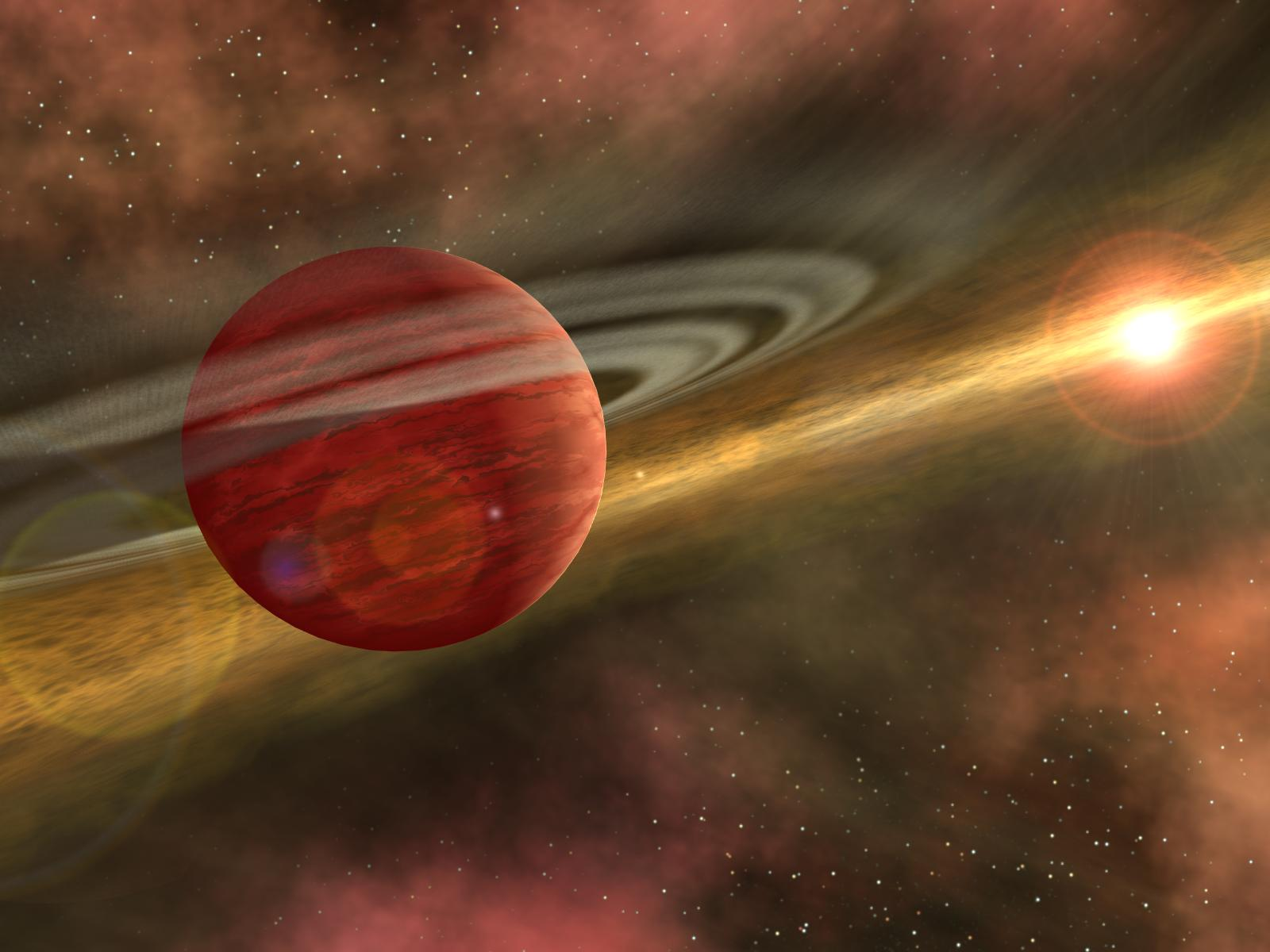
Trong quan niệm của nghệ sĩ này, về một hành tinh quay qua một khoảng trống trong đĩa hình thành hành tinh đầy bụi của một ngôi sao gần đó

Trong thuyết về nguồn gốc vũ trụ, tinh vân Mặt Trời là đám mây thể khí từ đó Hệ Mặt Trời của chúng ta được cho là đã hình thành nên. Giả thuyết tinh vân Mặt Trời này lần đầu tiên được đưa ra năm 1734 bởi Emanuel Swedenborg. Một mô hình khác tương tự được Pierre-Simon Laplace đưa ra năm 1796.

## Khái quát
Lý thuyết cho rằng hệ Mặt Trời khi mới hình thành chỉ là một đám mây hình cầu với những khí liên hành tinh rất lạnh, tinh vân mặt trời, có đường kính khoảng 100 AU và có khối lượng lớn bằng từ 2 đến 3 lần khối lượng Mặt Trời. Đó chính là một phần của một đám mây phân tử lớn hơn. Thành phần của tinh vân mặt trời tương tự như thành phần của mặt trời ngày nay: khoảng 98% (theo khối lượng) là hydro và heli đã hiện diện từ Vụ Nổ Lớn, và 2% những nguyên tố nhẹ hơn được tạo ra từ các thế hệ sao trước đó đã chết và phóng chúng ra ngoài khoảng không liên sao (xem xu hướng tổng hợp hạt nhân).

### Khởi động
Muốn tinh vân mặt trời có mật độ đủ lớn để bị nén lại dưới sức ép của sức hấp dẫn của chính nó, cần có áp suất nén đến từ một sự kiện xảy ra gần đó, ví dụ như một sóng xung kích từ một siêu tân tinh xô vào đám mây phân tử. Một khi đã xảy ra, sự nén ép trọng lực của tinh vân mặt trời chậm chạp tăng lên và không thể đảo ngược được.
Khi nó sụp đổ, ba quá trình vật lý ảnh hưởng tới hình dáng của tinh vân: nó nóng lên, nó quay nhanh thêm, và nó phẳng ra.
Thứ nhất, tinh vân bị nóng lên bởi vì các nguyên tử chuyển động nhanh thêm khi chúng bị ảnh hưởng lớn hơn của trọng lực và ngày càng trở nên đặc, khi va chạm thường xảy ra hơn: thế năng của lực hấp dẫn được chuyển thành động năng của các nguyên tử, hay nhiệt năng.
Thứ hai, dù ban đầu là không thể nhận thấy, tinh vân có một vận tốc góc trung bình nhỏ, và bởi vì mô men động lượng được bảo toàn, tinh vân quay nhanh hơn khi mô men quán tính giảm do kích thước co lại.
Cuối cùng, tinh vân phải phẳng ra thành một cái đĩa, gọi là đĩa tiền hành tinh, khi những vụ va chạm và liên kết của các vật chất khí vượt khỏi mức trung bình mà động lượng của chúng có thể giữ được hướng theo mô men động lượng thực tế.

### Tiền Mặt Trời
Ở trung tâm, trọng tâm của tinh vân mặt trời, tiền mặt trời ngày càng có mật độ lớn hơn. Tiền mặt trời dần đặc hơn, cho tới khoảng 10-15 tỷ năm trước, cuối cùng nó đạt tới các điều kiện về nhiệt độ và áp suất cần thiết để bắt đầu khởi động quá trình chuỗi tổng hợp hạt nhân, và Mặt Trời phát sáng. Giống như các tiền sao hay những ngôi sao trẻ (một ngôi sao kiểu T Tauri), Mặt Trời trẻ tạo ra gió mặt trời mạnh hơn ở thời điểm hiện tại, cuối cùng nó đã thổi bay các khí ra bên ngoài vành đĩa, và kết thúc quá trình tăng tốc (đặc biệt đối với các sao khí). Giống như đa số các quá trình trong cuộc đời một ngôi sao, thời gian của giai đoạn tiền sao phụ thuộc vào khối lượng: các ngôi sao lớn sụp đổ nhanh chóng hơn.

### Tiền hành tinh
Khí trong đĩa tiền hành tinh, lúc ấy, dần lạnh đi do bức xạ, sau khi đã bị nóng lên vì thế năng trọng lực khi nó sụp đổ, và khi nó lạnh đi, bụi (các kim loại và silicate) và băng (các hợp chất hydro như nước, methan và amoniắc) kết thành chất rắn. Những hạt đó va chạm với những hạt xung quanh và dính vào với nhau bởi lực tĩnh điện, bắt đầu quá trình tăng tốc. Các nguyên tử khí và các phân tử hiện diện với số lượng lớn, nhưng không thể được tăng tốc, bởi vì chúng chuyển động quá nhanh để có thể giữ lại bằng lực tĩnh điện. Hydro và heli, 98% khối lượng của đĩa, vẫn thuộc thể khí trong toàn bộ đĩa tinh vân mặt trời, và không bao giờ chuyển thành chất rắn.
Ban đầu 'các hạt giống' vật chất cứng dần tăng lên về kích thước và trở thành những tiền hành tinh. Khi chúng lớn thêm, trên thực tế, chúng to ra rất nhanh: các vật thể lớn có diện tích bề mặt lớn dẫn tới tỷ lệ va chạm với các vật thể nhỏ và tích gộp chúng tăng thêm nữa, lực hấp dẫn giúp chúng ngày cảng thu hút được nhiều vật thể nhỏ.
Tuy nhiên, những tiền hành tinh tốn khá nhiều thời gian để đạt tới kích thước lớn hơn vài trăm km. Khi đã có khối lượng lớn, những tiền hành tinh có sự tương tác lẫn nhau qua lực hấp dẫn, thay đổi quỹ đạo bay từ đường tròn thành quỹ đạo lệch tâm hơn, đặc biệt đối với các tiền hành tinh có khối lượng nhỏ. Bởi vì các quỹ đạo đó cắt lẫn nhau, thỉnh thoảng các tiền hành tinh lại va chạm mãnh liệt, và lại bị tan vỡ thành các mảnh. Các tiểu hành tinh được cho là những phần còn sót lại của các tiền hành tinh, lúc ấy lại tiếp tục đâm vào nhau để ngày càng vụn ra thành những mảnh nhỏ hơn nữa. Vì vậy, các thiên thạch là những hình mẫu của các tiền hành tinh và chúng cung cấp cho chúng ta một lượng thông tin to lớn về sự thành tạo hệ Mặt Trời của chúng ta. Những thiên thạch kiểu nguyên thủy là phần rắn chắc của những mảnh hành tinh khối lượng nhỏ còn sót lại sau khi va đập, và không hề có sự can thiệp của lực hấp dẫn, trong khi những thiên thạch kiểu tiến hoá là những phần rắn chắc còn lại sau khi va chạm của các mảnh hành tinh có khối lượng lớn. Chỉ những tiền hành tinh to lớn nhất còn tồn tại sau những vụ va chạm năng lượng lớn đó với những mảnh nhỏ hơn, và tiếp tục phát triển to thêm.

#### Kiểu Trái Đất
Tuy nhiên, nhiệt độ của đĩa tiền hành tinh không đồng đều, và đây là nguyên nhân chính giải thích sự khác biệt giữa sự tạo thành hành tinh kiểu Trái Đất và hành tinh kiểu Sao Mộc.
Bên trong đường lạnh giá, nhiệt độ quá cao (trên 150 độ K) để các hợp chất hydro có thể tụ đặc lại: chúng vẫn ở thể khí. Vì thế, những hạt giống duy nhất của quá trình bồi tụ là các kim loại nặng và các hạt giống bụi silicate. Các tiền hành tinh trong vùng này gồm đa phần là đá và kim loại giống như các tiểu hành tinh, và tạo nên những hành tinh kiểu Trái Đất.

#### Kiểu Sao Mộc
Bên ngoài đường lạnh giá, các hợp chất hydro như nước, methan và amonia có thể đặc lại thành những hạt giống 'băng', và lớn dần lên. Các hạt giống đá và kim loại cũng có, nhưng các hợp chất hydro nhiều hơn (và nặng hơn) rất nhiều so với chúng, bởi vì các hợp chất này hiện diện ở khắp mọi nơi. Vì thế các mảnh tiền hành tinh ở vùng này là các vật thể băng với một lượng nhỏ đá và kim loại trộn lẫn. Các vật thể ở vành đai Kuiper và mây Oort, các sao chổi, vệ tinh tự nhiên vĩ đại của Sao Hải Vương và có lẽ cả Sao Diêm Vương và vệ tinh tự nhiên của nó là Charon, đều là những ví dụ về các tiền hành tinh kiểu 'quả cầu băng trộn' đó. Những vụ va chạm ở vòng ngoài ít xảy ra hơn vì các thiên thể có quỹ đạo lớn hơn. Những mảnh lớn nhất trong số các mảnh hành tinh đó rất to lớn (khoảng 10 lần lớn hơn khối lượng của Trái Đất) sức hút hấp dẫn của chúng bắt đầu thu thập và giữ lại khí heli và sau đó là các khí hydro. Một khi quá trình này đã xảy ra, các mảnh đó lớn lên nhanh chóng, bởi vì hydro và heli chiếm tới 98% khối lượng đĩa, và thu hút cá khí đó sẽ làm tăng khối lượng dẫn tới tăng sức hút hấp dẫn.
Các tiền hành tinh kiểu Sao Mộc nhanh chóng trở nên khác biệt so với những vật thể băng nguồn gốc của chúng. Việc chúng chứa ít hay nhiều hydro và heli phụ thuộc vào số khí chúng hấp dẫn được. Chúng dần trở thành những đám mây khí to lớn với nhân đặc. Sau đó, các quả cầu khí kiểu Sao Mộc đó, tương tự như hệ Mặt Trời, dần sụp đổ vì lực hấp dẫn, nóng lên, quay nhanh thêm và phẳng ra. Các vệ tinh tự nhiên của những hành tinh khí khổng lồ đó được tạo nên theo những quá trình giống như các hành tinh, hợp nhất lại từ những hạt giống đặc trong đĩa được tạo ra khi đám khí tiền hành khổng lồ đó sụp đổ. Điều này giải thích tại sao mọi hành tinh kiểu Sao Mộc đều có nhiều vệ tinh tự nhiên và vành đai trên cùng bề mặt ngang với nó, và tại sao các hành tinh kiểu Sao Mộc lại quay nhanh. Quá trình phát triển của các hành tinh kiểu Sao Mộc kết thúc khi gió mặt trời từ Mặt Trời trẻ tuổi thổi bay những khí và bụi còn lại ra ngoài đĩa bay vào trong không gian liên sao.
Sự khác biệt giữa các hành tinh kiểu Sao Mộc cũng được giải thích theo kiểu này. Mảnh hành tinh kiểu Sao Mộc đầu tiên có đủ khối lượng để thu hút khí heli và sao đó là khí hydro là mảnh ở trong cùng. Bởi vì tốc độ quỹ đạo nhanh hơn, độ đặc của đĩa cũng cao hơn và sự sụp đổ diễn ra nhanh hơn. Sao Mộc là hành tinh lớn nhất vì nó hấp thụ khí trong khoảng thời gian dài hơn, tiếp theo là Sao Thổ. Các thành phần cấu tạo của hai hành tinh này phần lớn là hydro và heli (khoảng 97 và 90% theo khối lượng). Các tiền hành tinh của Sao Thiên Vương và Sao Hải Vương đạt tới kích cỡ tới hạn muộn hơn, vì thế cũng hấp thu được ít khí heli và hydro hơn, nên chúng chỉ chiếm khoảng 1/3 khối lượng.

### Giai đoạn bắn phá
Cuối cùng, một thời gian dài sau khi gió mặt trời đã thổi bay khí ra khỏi đĩa, các hành tinh kiểu Sao Mộc (đặc biệt là Sao Thiên Vương và Sao Hải Vương) dần quét sạch nốt các mảnh tiền hành tinh ra bên ngoài tới phạm vi mây Oort (khoảng 50.000 đơn vị thiên văn), bằng cách thổi bay chúng hay tác động vào quỹ đạo của chúng dẫn tới chúng va chạm vào kia hành tinh (hay tạo cho chúng một quỹ đạo ổn định hơn như vành đai tiểu hành tinh). Giai đoạn "bắn phá dữ dội" này kéo dài khoảng vài trăm triệu năm, và bằng chứng còn để lại là những miệng hố thiên thạch tới nay còn quan sát được trên các vật thể đã chết về mặt địa chất (không có hoạt động địa chất bên trong) trong Hệ Mặt Trời. Các tiền hành tinh tạo nên Trái Đất được cho là đã mang tới cho Trái Đất nước và các hợp chất hydro khác. Mặc dù không được chấp nhận rộng rãi, một số người tin rằng chính sự sống cũng đã tới Trái Đất theo cách này (được gọi là thuyết tha sinh).
Quan trọng hơn, sự bắn phá và những vụ va chạm của các mảnh hành tinh và các tiền hành tinh có thể giải thích những vệ tinh tự nhiên không bình thường, những quỹ đạo vệ tinh tự nhiên, những trục hành tinh nghiêng, và những sự khác biệt về chuyển động so với chuyển động nguyên thủy rất có trật tự. Một lý thuyết va chạm khổng lồ của một tiền hành tinh có kích thước bằng Sao Hoả được cho là nguyên nhân hình thành Mặt Trăng lớn bất thường của Trái Đất, thành phần và độ đặc chắc của nó tương đương với lớp vỏ Trái Đất và có thể đồng thời làm cho trục quay của Trái Đất nghiêng ở mức độ hiện nay là 23.5° so với mặt phẳng quỹ đạo cũ của nó.
Trong mô hình tinh vân mặt trời, các hành tinh kiểu Trái Đất có thể có vệ tinh tự nhiên nhờ vào lực hấp dẫn chúng. Hai Mặt Trăng nhỏ bé của Sao Hoả rõ ràng là các tiểu hành tinh, và những ví dụ hấp dẫn vệ tinh khác có rất nhiều trong các hệ kiểu Sao Mộc.
Các tương tác hấp dẫn thông thường của Sao Mộc (xem cộng hưởng quỹ đạo) cũng là nguyên nhân khiến cho các vật chất từng tồn tại ở vành đai tiểu hành tinh không thể dần lớn lên để có thể đạt tới kích cỡ hành tinh kiểu Trái Đất. Đa số các vật chất đó từ lâu đã bị ném vào các quỹ đạo lệch tâm và va chạm với những vật chất khác; tổng khối lượng của vành đai tiểu hành tinh hiện nay chưa bằng một phần mười khối lượng Mặt Trăng của Trái Đất.

### Tổng kết
Lý thuyết tinh vân giải thích một cách hiệu quả mọi đặc điểm chính của hệ Mặt Trời của chúng ta: 
1. những chuyển động đều của các hành tinh và các vệ tinh tự nhiên (tất cả đều quay gần mặt phẳng hoàng đạo, với các quỹ đạo gần tròn, cùng hướng quay của Mặt Trời, và hầu như tất cả cũng cùng chuyển động theo một hướng).
2. tất cả những khác biệt căn bản giữa các hành tinh kiểu Trái Đất và kiểu Sao Mộc (khối lượng, khoảng cách từ Mặt Trời, vệ tinh tự nhiên và những hệ thống vành đai)
3. các vật thể nhỏ (tiểu hành tinh và sao chổi, cả sao chổi ngắn hạn và dài hạn)
4. những sự loại trừ đối với phương hướng (các vệ tinh tự nhiên kiểu Trái Đất, các trục nghiêng, các vệ tinh tự nhiên kiểu Sao Mộc không đồng phẳng, Triton)

Những thách thức hiện nay đối với thuyết tinh vân mặt trời là phải giải thích:
1. sự mất khối lượng trong vành đai Kuiper
2. quá trình bắt giữ Triton
3. sự phát hiện hành tinh ngoài hệ Mặt Trời, các "Sao Mộc nóng"
4. sự phát hiện các hành tinh ngoài hệ Mặt Trời trong các hệ sao đôi và sao ba

## Ý nghĩa củasự bồi đắp dần
Sử dụng thuật ngữ đĩa bồi đắp dần cho đĩa tiền hành tinh dẫn tới sự lộn xộn trong quá trình bồi đắp hành tinh.
Thỉnh thoảng đĩa tiền hành tinh được coi là một đĩa bồi đắp, bởi vì trong khi sao trẻ T Tauri kiểu tiền mặt trời vẫn đang nén ép lại, các vật chất khí có thể vẫn tiếp tục rơi vào, và làm bồi thêm, bề mặt của nó bờ bên trong của đĩa.
Tuy nhiên, ý nghĩa đó không nên bị lầm lẫn với quá trình thành tạo theo kiểu bồi đắp của các hành tinh. Trong trường hợp này, bồi đắp được quy cho quá trình lạnh đi, các hạt giống bụi và băng đặc chắc quay quanh tiền mặt trời trong đĩa tiền hành tinh, va chạm vào nhau và hấp thụ lẫn nhau để dần lớn lên, cho tới khi đủ khả năng (phát triển thành hành tinh) và gồm cả những va chạm năng lượng cao giữa các mảnh hành tinh cỡ lớn.
Nếu điểu này cũng không phải là lầm lẫn lớn, các hành tinh kiểu Sao Mộc, có thể có đĩa bồi đắp của riêng chúng, theo đúng nghĩa ban đầu của từ này. Các đám mây gồm hydro và heli đã bị hấp dẫn và đặc lại, quay nhanh thêm, phẳng ra, và làm lắng khí vào trong bề mặt của mỗi tiền hành tinh kiểu Sao Mộc, trong khi các hạt giống rắn chắc bên trong đĩa đó tụ vào với nhau thành các tiền hành tinh và cuối cùng tạo nên các vệ tinh tự nhiên của các hành tinh kiểu Sao Mộc.

## Lịch sử các lý thuyết về sự hình thành hệ mặt trời
Cuối thế kỷ 19 lý thuyết tinh vân Kant-Laplace bị James Clerk Maxwell chỉ trích. Ông cho rằng nếu vật chất của các hành tinh đã được biết từng được phân phối xung quanh Mặt Trời dưới dạng một cái đĩa, các lực quay chênh lệch sẽ ngăn cản không cho quá trình đặc lại của riêng từng hành tinh diễn ra. Một phản đối khác là Mặt trời có mô men động lượng nhỏ hơn so với kiểu hệ của Kant-Laplace đưa ra. Trong nhiều thập kỷ, đa số các nhà thiên văn học đều ủng hộ giả thuyết va chạm gần, theo đó các hành tinh được coi là đã được tạo nên nhờ sự xích lại gần của một số ngôi sao về hướng Mặt trời. Sự trượt qua ở khoảng cách gần này có thể đã khiến cho một khối lượng lớn vật chất của mặt trời và ngôi sao kia bị bắn ra vì các lực thủy triều ảnh hưởng lẫn nhau của chúng, những vật chất này sau đó đặc lại thành các hành tinh.
Những sự phản đối dành cho giả thuyết va chạm gần này cũng xuất hiện nhiều trong thập kỷ 1940, hình thức tinh vân đã được cải tiến tới mức nó đã được chấp nhận rộng rãi. Trong những hình mẫu đã được cải tiến sau này, khối lượng nguyên thủy của tiền hành tinh được giả định lớn hơn, và sự khác biệt về động lượng góc được quy cho các lực từ tính. Có nghĩa là, Mặt trời trẻ chuyển một số động lượng góc của nó cho đĩa tiền hành tinh và các mảnh hành tinh thông qua các sóng Alven, giống như được cho rằng là xảy ra ở những ngôi sao T Tauri.
Lý thuyết tinh vân sửa đổi được phát triển dựa hoàn toàn trên các quan sát hệ mặt trời của riêng chúng ta, bởi ví nó là hệ duy nhất được biết tới cho đến tận giữa thập kỷ 1990. Nó không được chấp nhận rộng rãi là có thể đem áp dụng vào những hệ hành tinh khác, mặc dù các nhà khoa học rất muốn kiểm tra lý thuyết tinh vân bằng cách tìm kiếm các đĩa tiền hành tinh hay thậm chí là các hành tinh bay xung quanh các ngôi sao khác, được gọi là các hành tinh bên ngoài hệ mặt trời.
Tinh vân mặt trời hay đĩa tiền hành tinh hiện đã được quan sát thấy ở tinh vân Orion, và một số vùng thành tạo sao, khi các nhà khoa học sử dụng kính thiên văn vũ trụ Hubble. Một số chúng có đường kính lên tới 1000 AU.
Và sự khám phá ra hơn 180 hành tinh ngoài hệ mặt trời vào tháng 1 năm 2006, đã gây ra nhiều ngạc nhiên, và lý thuyết tinh vân phải được sửa đổi để thích hợp với các hệ hành tinh mới được khám phá đó, hay những lý thuyết mới sẽ phải được đưa ra. Không có sự nhất trí về việc làm cách nào để giải thích 'những Sao Mộc nóng' đã được phát hiện, nhưng một ý tưởng hiện đang được số đông chấp nhân là sự di cư hành tinh. Ý tưởng này cho rằng các hành tinh phải có khả năng di trú từ quỹ đạo nguyên thủy của nó tới một quỹ đạo khác gần ngôi sao hơn, thông qua một số quá trình vật lý có thể xảy ra, như va chạm quỹ đạo khi đĩa tiền hành tinh vẫn còn đầy khí hydro và heli.
Trong những năm gần đây, một lý thuyết khác giải thích sự hình thành hệ mặt trời là Lý thuyết bắt giữ. Lý thuyết này đã được phát triển và có thể giải thích được các đặc điểm của hệ mặt trời mà Lý thuyết tinh vân mặt trời không thể giải thích được. Lý thuyết này đã được đề cập dưới đây:
- M M Woolfson 1969, Rep. Prog. Phys. 32 135-185
- M M Woolfson 1999, Mon. Not. R. Astr. Soc.304, 195-198.